# Whitfield (Familienname)
Whitfield ist ein alter, ursprünglich ortsbezogener englischer Familienname, der zuerst in Northumberland auftrat.

## Namensträger

### A
- Andy Whitfield (1971–2011), britisch-australischer Schauspieler

### B
- Barrence Whitfield (* 1955), US-amerikanischer Rocksänger
- Beverley Whitfield (1954–1996), australische Schwimmerin
- Bob Whitfield (* 1971), US-amerikanischer American-Football-Spieler
- Brent Whitfield (* 1981), US-amerikanischer Fußballspieler

### D
- David Whitfield (1925–1980), britischer Crooner
- Dennis E. Whitfield (* 1950), US-amerikanischer Regierungsbeamter und politischer Aktivist

### E
- Ed Whitfield (* 1943), US-amerikanischer Politiker
- Evan Whitfield (* 1977), US-amerikanischer Fußballspieler

### H
- Henry L. Whitfield (1868–1927), US-amerikanischer Politiker
- Henry Wase Whitfield (1811/1814–1877), britischer General

### J
- Jack Whitfield (1892–1927), walisischer Rugbyspieler
- James Whitfield (Bischof) (1770–1834), US-amerikanischer Geistlicher, Erzbischof von Baltimore
- James Whitfield (Politiker) (1791–1875), US-amerikanischer Politiker
- John Wilkins Whitfield (1818–1879), US-amerikanischer Politiker und Offizier
- John Yeldham Whitfield (1899–1971), britischer Generalmajor
- June Whitfield (1925–2018), britische Schauspielerin

### L
- Lynn Whitfield (* 1953), US-amerikanische Schauspielerin

### M
- Mal Whitfield (1924–2015), US-amerikanischer Sprinter und Mittelstreckenläufer
- Mark Whitfield (* 1966), US-amerikanischer Jazzgitarrist
- Mark Whitfield Jr. (* um 1985), US-amerikanischer Schlagzeuger
- Michelle Whitfield (* 1974), österreichische Politikerin (FPÖ)
- Mitchell Whitfield (* 1964), US-amerikanischer Schauspieler

### N
- Norman Whitfield (1941–2008), US-amerikanischer Songwriter und Musikproduzent

### R
- Raoul Whitfield (1896–1945), US-amerikanischer Autor von Kriminalromanen
- Robert Henry Whitfield (1814–1868), US-amerikanischer Jurist und Politiker
- Roger Whitfield (* 1943), britischer Radrennfahrer

### S
- Simon Whitfield (* 1975), kanadischer Triathlet
- Susan Whitfield-Gabrieli, Psychologin und Neurowissenschaftlerin

### T
- Terry Whitfield (* 1953), kanadischer Baseballspieler
- Trent Whitfield (* 1977), kanadischer Eishockeyspieler

### W
- Wesla Whitfield (1947–2018), US-amerikanische Jazz- und Cabaret-Sängerin
- Willis Whitfield (1919–2012), US-amerikanischer Physiker